# Породження пекла (фільм, 1991)
«Породження пекла» («Исчадье ада») — радянський художній фільм 1991 року, знятий режисером Василем Паніним.

## Сюжет
За мотивами повісті Бориса Савінкова «Кінь блідий». Початок ХХ століття. Група терористів веде полювання за губернатором російського провінційного містечка: за рішенням підпільного комітету він повинен бути страчений.

## У ролях
- Георгій Тараторкін — Жорж, організатор замаху
- Кирило Лавров — губернатор
- Володимир Самойлов — Андрій Петрович
- Анна Самохіна — Ерна, хімік, бомбістка
- Катерина Андрєєва — Олена, старовинне кохання Жоржа
- Володимир Конкін — Іван, бомбіст
- Олександр Леньков — Генріх, бомбіст
- Олександр Пашутін — Федір, бомбіст
- Олена Костіна — дружина губернатора
- Володимир Басов — чоловік Олени
- Олександр Рижков — Мікі, хімік-бомбіст
- Філіпп Кіркоров — співак
- Анатолій Обухов — п'яний у ресторані
- Валентина Ковель — попутниця
- Микола Аверюшкін — епізод
- Борис Вельшер — філер
- Олена Зоріна — епізод
- Віктор Лазарев — епізод
- Зінаїда Кириллова — епізод
- Руслан Курашов — наречений
- М. Курашова — епізод
- Михайло Суворов — епізод
- Михайло Калінкин — кучер, бандит
- Аліса Признякова — злякана дівчина
- І. Єфремова — епізод
- Вероніка Костікова — наречена
- Юрій Акімов — епізод
- Михайло Бурлаков — епізод
- Анна Тараторкіна — селянська дівчинка
- Аркадій Кравченко — епізод
- Євген Марков — лікар
- Каріна Разумовська — дочка губернатора

## Знімальна група
- Режисер — Василь Панін
- Сценаристи — Леонард Толстой, Ігор Толстой
- Оператори — Михайло Коропцов, Віктор Епштейн
- Композитор — Євген Дога
- Художник — Петро Кисельов